# Andromachus (arts)
Andromachus (Oudgrieks: Ἀνδρόμαχος) was de naam van twee oud-Griekse artsen uit de 1e eeuw N.Chr., vader en zoon, die in de tijd van keizer Nero leefden.
- Andromachus de Oudere, werd geboren in Kreta, en was arts van keizer Nero, die van 54 tot 68 regeerde. Hij wordt voornamelijk gevierd omdat hij de eerste persoon is van wie bekend is dat aan hem de titel van "archiater" werd toegekend. Hij staat ook bekend als de uitvinder van het bekende geneesmiddel en antidotum theriak, dat ook wel naar hem werd vernoemd als Theriaca Andromachi. Dit geneesmiddel genoot bijna tweeduizend jaar een grote reputatie. Andromachus heeft ons aanwijzingen nagelaten hoe theriak volgens zijn receptuur gemaakt moest worden. Hij deed dit in de vorm van Grieks elegisch gedicht dat uit 174 regels bestaat en dat gewijd was aan Nero. Galenus heeft dit gedicht in twee van zijn werken opgenomen,[1] en zegt dat Andromachus voor deze vorm koos omdat de bereiding zo gemakkelijker was te onthouden en er minder kans zou zijn dat de bereiding van theriak zou worden gewijzigd. Sommige mensen veronderstellen dat hij de auteur van een werk over farmacie was, maar dit werk wordt over het algemeen toegeschreven aan zijn zoon, Andromachus de Jongere.

- Andromachus de Jongere, de zoon van Andromachus de Oudere, was mogelijk ook werkzaam als keizerlijk arts. Er is verder niets over zijn leven bekend, maar wel veronderstelt men dat hij de auteur was van een driedelig werk over farmacie,[2] dat zeer vaak en met goedkeuring door Galenus werd geciteerd. Van dit werk zijn slechts een paar fragmenten overgeleverd.